# Малина (плод)

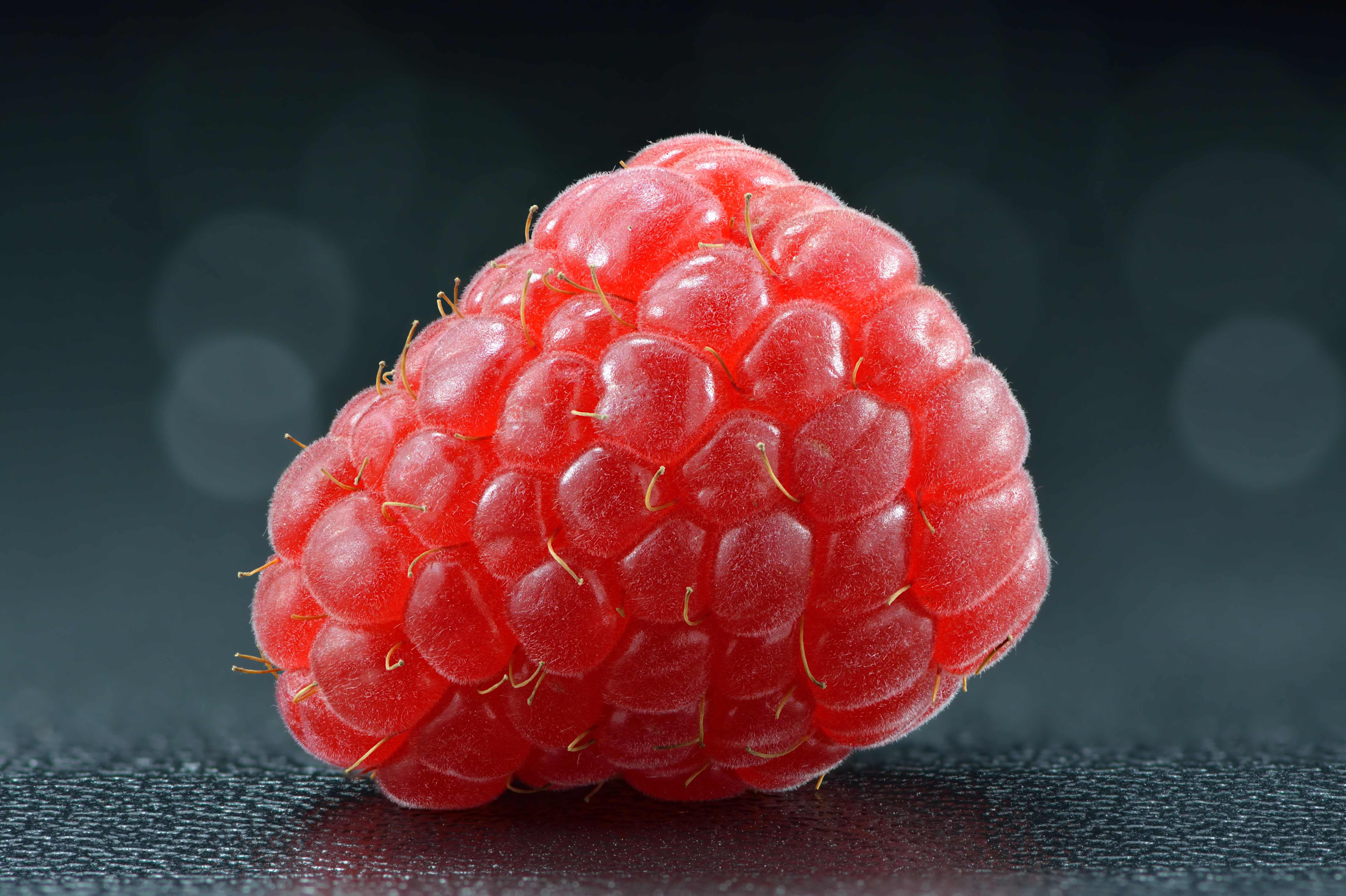
Малина

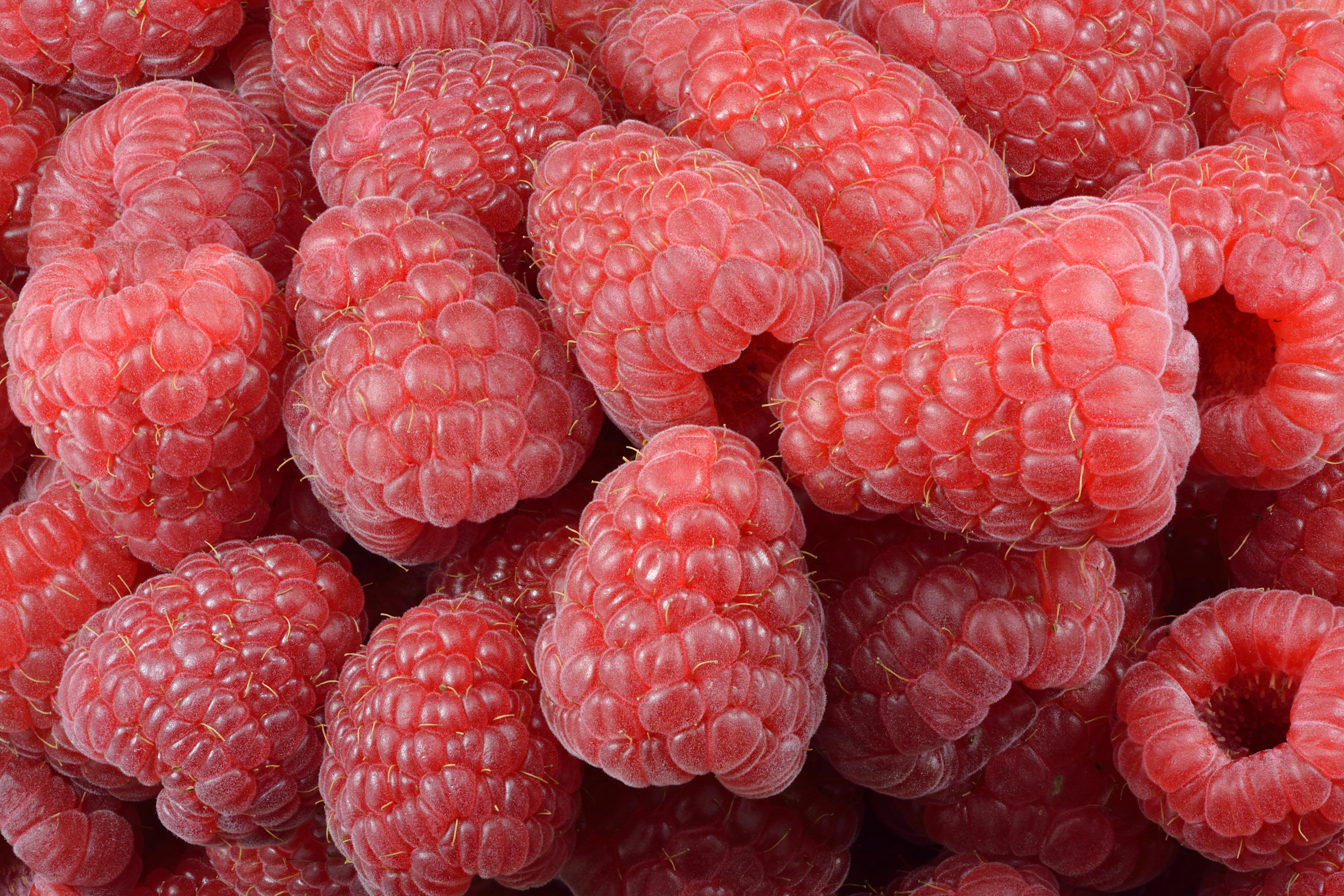
Малина

Мали́на (лат. Fructus Rubi idaei, Baccae Rubi idaei) — плод малины обыкновенной.
По ботанической классификации, плод малины не ягода, а многокостянка. Состоит из нескольких десятков сросшихся костянок (плодиков с косточками), прикреплённых к белой конической плодоножке и собранных вокруг неё в округлую головку. После того, как созревает, от цветоложа отделяется легко.
Цвет — обычно красный (малиново-красный), также может быть белым, жёлтым, розовым.
Созревают в июле-августе, также бывают ремонтантные формы (или осенние) (которые повторно цветут и дают плоды)
В плодах 70—90 % сока, содержащего сахара (в основном глюкоза и фруктоза), свободные органические кислоты (лимонную, муравьиную и др.), пектинистые вещества, азотистые вещества, минеральные соли, а также древесное волокно и зёрна и др.
Калорийность невысокая (41 ккал на 100 г). Богаты витамином C, а также такими биоактивными соединениями, как кверцетин, цианидин-3-глюкозид, кофейная, хлорогеновая, эллаговая и галловая кислоты.
Применяются в медицине. Малиновый сироп используется как подсластитель для микстур, а заваренная кипятком малина — популярное в народе потогонное средство, действие которого медики объясняют действием горячей воды, которой её разводят, а также тем, что выпившего затем укутывают. Малиновому варенью тоже приписывают противопростудное действие. В целом, народная медицина приписывает малине противовоспалительное, антисептическое, жаропонижающее, отхаркивающее и противорвотное действие.